# Носретабад
Носретаба́д (перс. نصرت‌آباد‎) — населённый пункт сельского типа на северо-западе Ирана, в провинции Казвин. Входит в состав шахрестана Эльборз.

## География
Населённый пункт находится в центральной части провинции, вблизи города Эльвенд, на расстоянии приблизительно 12 километров к юго-востоку от Казвина, административного центра провинции и на расстоянии 105 километров к северо-западу от Тегерана, столицы страны. Абсолютная высота — 1214 метров над уровнем моря.

## Население
По данным переписи 2006 года численность населения Носретабада составляла 13 090 человек.

## Транспорт
Ближайший аэропорт расположен в городе Казвин.